# NGC 4810
NGC 4810 (другие обозначения — MCG 1-33-23, ZWG 43.61, VV 313, ARP 277, KCPG 358B, PGC 43971) — галактика в созвездии Девы.
Составляет пару с галактикой NGC 4809, их суммарная звёздная масса составляет 2,5⋅108 M⊙, из которой 1,1⋅108 приходится на NGC 4810. Расстояние до пары составляет 14 Мпк. Звёздное население в NGC 4810 моложе, чем в NGC 4809. Считается, что взаимодействие между двумя галактиками сначала вызвало звездообразование в NGC 4809, а затем в NGC 4810.
Этот объект входит в число перечисленных в оригинальной редакции «Нового общего каталога».